# Dipartimento dell'Adda e dell'Oglio
Il dipartimento dell'Adda e dell'Oglio fu uno dei dipartimenti italiani creati in età napoleonica su modello di quelli francesi, esistito dal 1797 al 1801. Ebbe inizialmente come capoluogo Sondrio, quindi Morbegno.

## Storia
Nel giugno del 1797 i valtellinesi, fomentati dagli agenti francesi, si rivoltarono contro il secolare governo dei Grigioni. Creato lo stato di fatto, le truppe transalpine entrarono nella valle e vi insediarono una gestione provvisoria affidata a Comitato di giustizia civile e criminale con funzioni di tribunale, un Comitato di Stato di tre membri con funzioni esecutive, e del 25 settembre un Comitato provvisorio di vigilanza e corrispondenza per uniformarsi alle decisioni dell'armata di Murat.
Il dipartimento dell'Adda e dell'Oglio fu creato il 3 novembre 1797, e comprendeva il territorio della Valtellina, annessa pochi giorni prima (22 ottobre) alla Repubblica Cisalpina, più Colico e l'alta Val Camonica. Nella caotica situazione rivoluzionaria venne decretata l’incorporazione anche delle alte valli bergamasche, ma questa decisione non ebbe seguito al momento della sua applicazione concreta a causa della natura impervia dei passi verso tale provincia.
Il 1º settembre 1798, con la nuova suddivisione della Repubblica Cisalpina in dipartimenti, il capoluogo del dipartimento fu spostato a Morbegno. Contemporaneamente, furono aggregati al dipartimento i comuni dell'Alto Lario, già appartenuti ai discolti dipartimento del Lario e dipartimento della Montagna.
La campagna italiana di Suvorov rimescolò tuttavia le carte in tavola già nel 1799. Gli austriaci occuparono il territorio installandovi un Governo Provvisorio della Valtellina con sede a Chiavenna sotto il Commissario barone di Lichtenturn, mentre i comuni tornavano all’organizzazione dei tempi svizzeri, e le pievi già milanesi si riaggregavano a quel governo.
La battaglia di Marengo cacciò via comunque i tedeschi subito nel 1800. Nel maggio 1801 fu promulgata una nuova suddivisione della Repubblica in dipartimenti; il dipartimento dell'Adda e dell'Oglio fu soppresso, ed il territorio aggregato al ricostituito dipartimento del Lario, con capoluogo Como, di cui costituì una sottoprefettura.
La Valtellina avrebbe recuperato l'autonomia solo sotto il Regno d'Italia (1805), con l'istituzione del dipartimento dell'Adda.

## Distretti

### Legge 6 ventoso VI
1. Comune di Bormio
2. Distretto di Mazzo
3. Comune di Tirano
4. Comune di Villa
5. Comune di Teglio
6. Distretto di Ponte
7. Comune di Sondrio
8. Comune di Valmalenco
9. Distretto di Castione
10. Comune di Berbenno
11. Distretto di Fusine
12. Distretto di Ardenno
13. Distretto di Traona
14. Distretto di Morbegno
15. Distretto di Delebio
16. Distretto di Edolo
17. Distretto di Cedegolo
18. Distretto di Capo di Ponte
19. Distretto di Cividate
20. Distretto di Darfo
21. Distretto di Pisogne

### Legge 11 vendemmiale VII
Le leggi dell'11 vendemmiale anno VII ridussero i distretti a nove all'interno dei confini originari e ne aggiunsero tre provenienti dalle zone dei disciolti dipartimenti de Lario e della Montagna.
1. Distretto di Dongo[11]
2. Distretto di Chiavenna[11]
3. Distretto di Bellano[12]
Bellano, Dorio, Bindo, Casargo, Colico, Corenno, Cortenova, Dervio, Esino Superiore, Esino Inferiore, Introzzo, Margno, Narro, Olgiasca, Parlasco, Pagnona, Perledo, Premana, Sueglio, Tremenico, Taceno, Varenna, Vendrogno, Vestreno[13]
4. Distretto di Morbegno
5. Distretto di Sondrio
6. Distretto di Ponte
7. Distretto di Tirano
8. Distretto di Bormio
9. Distretto di Edolo
10. Distretto di Capo di Ponte
11. Distretto di Breno
12. Distretto di Darfo